# Perl Compatible Regular Expressions
PCRE（英: Perl Compatible Regular Expressions）は、Perl 5 互換の正規表現をC言語で実装したライブラリである。BSDライセンスで配布されている。
元は、メール転送エージェントの Exim のために書かれたものであったが、現在では、Apache、Postfix、Nmap、Safari、Maildropなどをはじめとした多数のソフトウェアに組み込まれている。